# 蓬多夫巴赫河
49°27′33″N 12°29′39″E / 49.45929°N 12.49421°E

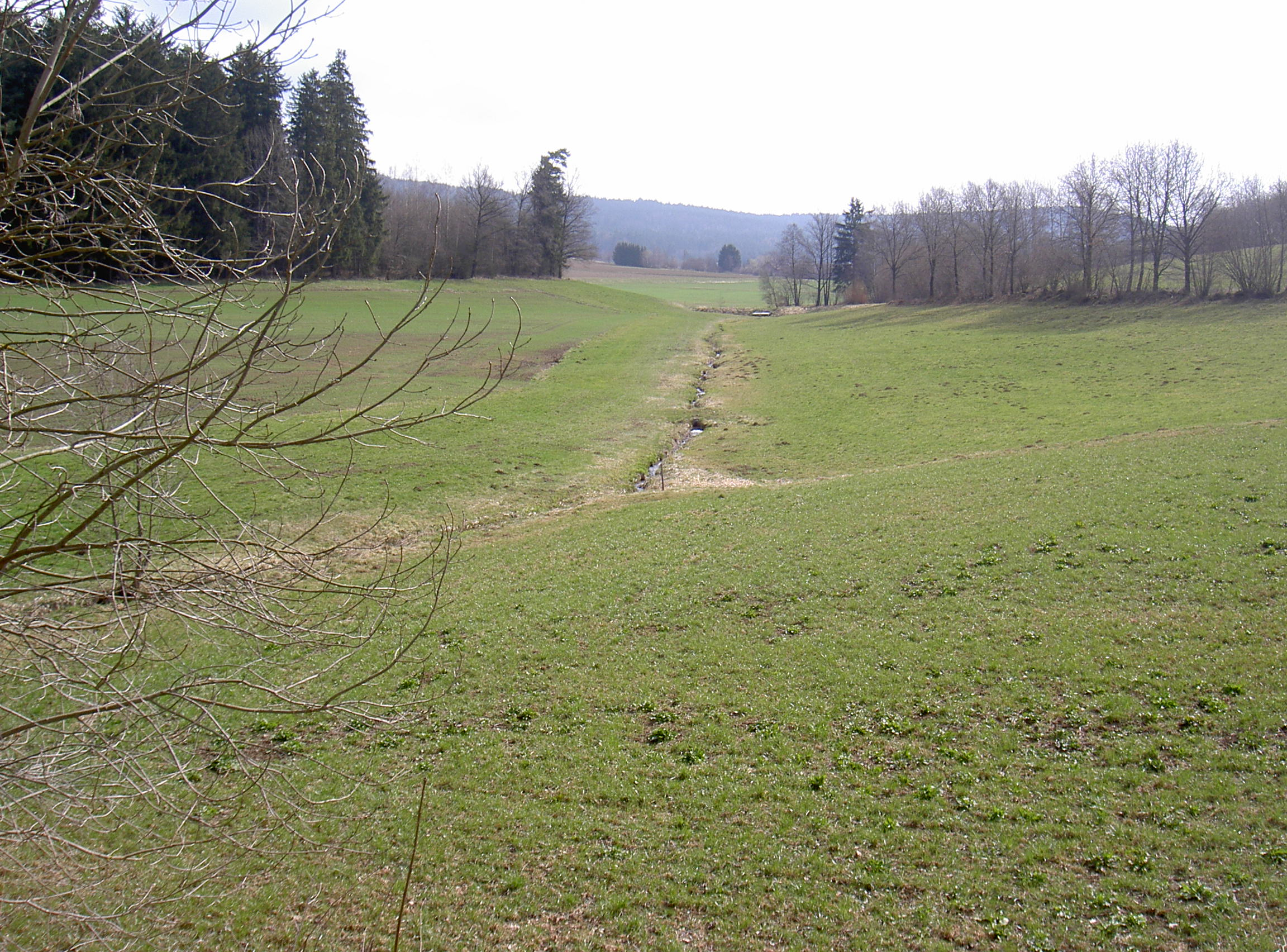

蓬多夫巴赫河是德國的河流，位於該國東南部，由巴伐利亞負責管轄，屬於阿沙河的左支流，河道全長2.6公里，流域面積2.8平方公里。